# Toyota TF106
Der Toyota TF106 war der Formel-1-Rennwagen von Toyota Racing für die Saison 2006, der zum Großen Preis von Monaco durch das Evolutionsmodell Toyota TF106B ersetzt wurde. Dadurch konnte die Grundschnelligkeit und Defektanfälligkeit verbessert werden – große Erfolge wie mit dem Vorjahreswagen Toyota TF105 waren jedoch nicht mehr möglich.

## Technik und Entwicklung
Der Toyota TF106 basierte auf dem Vorjahreswagen Toyota TF105 und entstand unter Regie des technischen Direktors Mike Gascoyne um Chefdesigner John Litjens und Chefaerodynamiker Nicoló Petrucci. Der Vertrag mit Reifenhersteller Michelin wurde zugunsten des Konkurrenten Bridgestone nicht verlängert. Treibstoff wurde dagegen weiterhin von Esso bezogen. Als Werksteam setzte Toyota mit dem Toyota RVX-06 einen selbst entwickelten Motor ein, der auch im Midland M16 als Kundenmotor zum Einsatz kam. Der RVX-06 lieferte 750 PS bei 19.000 Umdrehungen pro Minute. Das Sieben-Gang-Getriebe des Wagens war auch eine Toyota-Eigenentwicklung, die mit technischer Unterstützung von Xtrac Limited entstand.
Für das ab dem siebten Saisonrennen eingesetzte Evolutionsmodell TF106B wurden Änderungen am Benzintank, an der Vorderradaufhängung sowie an der Aerodynamik vorgenommen.

## Lackierung und Sponsoring
Die Lackierung des TF106 setzte das bereits in den Vorjahren etablierte Farbschema von Toyota Racing fort und basierte auf dem Corporate Design des Mutterkonzerns. Die Grundfarbe des Fahrzeuges war weiß, die auf der Fahrzeugnase, den Seitenkästen und dem Frontflügel durch rote Akzente ergänzt wurde. Zusätzliche blaue Elemente flossen durch das Logo des Hauptsponsors Panasonic ein. Daneben warben die Intel Corporation sowie der Automobilzulieferer Denso auf dem Fahrzeug.

## Fahrer und Saisonverlauf
Die Fahrerpaarung aus der Vorsaison mit Jarno Trulli und Ralf Schumacher wurde übernommen, Schumacher jedoch zum ersten Fahrer befördert, da er mehr Punkte erzielt hatte. Er pilotierte den Wagen mit der Startnummer 7, Trulli erhielt die Startnummer 8. Als Teil der vier besten Teams der Vorsaison durfte Toyota Racing 2006 keine dritten Fahrer nominieren – die erfahrenen Grand-Prix-Piloten Olivier Panis und Ricardo Zonta, die diese Rolle im Vorjahr ausfüllten, wurden daher als Testfahrer weiterverpflichtet. Zusätzlich wurde der amtierende spanische Formel-3-Meister Andy Souček ins Testprogramm aufgenommen.
Nach der sehr erfolgreichen Saison 2005 begann die Saison 2006 mit starker Ernüchterung. Der TF106 zeigte sich als nicht sonderlich konkurrenzfähiges Fahrzeug, das zudem unter technischer Unzuverlässigkeit litt, weswegen als einzige Ankünfte in den Punkterängen ein 8. Platz in Malaysia und ein dritter Platz in Australien, beide durch Ralf Schumacher, erzielt werden konnten. Der Erfolg in Melbourne war jedoch eher auf den chaotischen Rennverlauf zurückzuführen, in dem viele Spitzenpiloten ausfielen, als auf die Schnelligkeit des Fahrzeuges. Als Reaktion auf diesen dramatischen Leistungsabfall begann Toyota früh mit der Entwicklung des Evolutionsmodells TF106B, dass ab dem Großen Preis von Monaco zum Einsatz kam. Hierdurch verbesserte sich die Situation etwas – die Lücke zu den hinteren Punkterängen konnte geschlossen werden. Mit nur 35 Gesamtpunkten am Jahresende rutsche Toyota auf den sechsten Rang der Konstrukteurswertung ab – in der Fahrerwertung wurde Ralf Schumacher mit 20 Punkten Zehnter, Trulli mit 15 Punkten Zwölfter.
Für die Saison 2007 wurden beide Piloten weiterbeschäftigt.

## Resultate
| Fahrer               | Nr.                  | 1  | 2 | 3   | 4   | 5   | 6   | 7   | 8   | 9   | 10  | 11  | 12 | 13  | 14 | 15 | 16  | 17 | 18  | Punkte | Rang |
| -------------------- | -------------------- | -- | - | --- | --- | --- | --- | --- | --- | --- | --- | --- | -- | --- | -- | -- | --- | -- | --- | ------ | ---- |
| Formel-1-Saison 2006 | Formel-1-Saison 2006 |    |   |     |     |     |     |     |     |     |     |     |    |     |    |    |     |    |     | 35     | 6.   |
| R. Schumacher        | 7                    | 14 | 8 | 3   | 9   | DNF | DNF | 8   | DNF | DNF | DNF | 4   | 9  | 6   | 7  | 15 | DNF | 7  | DNF | 35     | 6.   |
| J. Trulli            | 8                    | 16 | 9 | DNF | DNF | 9   | 10  | 17* | 11  | 6   | 4   | DNF | 7  | 12* | 9  | 7  | DNF | 6  | DNF | 35     | 6.   |

| Legende  | Legende            | Legende                                                          |
| Farbe    | Abkürzung          | Bedeutung                                                        |
| -------- | ------------------ | ---------------------------------------------------------------- |
| Gold     | –                  | Sieg                                                             |
| Silber   | –                  | 2. Platz                                                         |
| Bronze   | –                  | 3. Platz                                                         |
| Grün     | –                  | Platzierung in den Punkten                                       |
| Blau     | –                  | Klassifiziert außerhalb der Punkteränge                          |
| Violett  | DNF                | Rennen nicht beendet (did not finish)                            |
| Violett  | NC                 | nicht klassifiziert (not classified)                             |
| Rot      | DNQ                | nicht qualifiziert (did not qualify)                             |
| Rot      | DNPQ               | in Vorqualifikation gescheitert (did not pre-qualify)            |
| Schwarz  | DSQ                | disqualifiziert (disqualified)                                   |
| Weiß     | DNS                | nicht am Start (did not start)                                   |
| Weiß     | WD                 | zurückgezogen (withdrawn)                                        |
| Hellblau | PO                 | nur am Training teilgenommen (practiced only)                    |
| Hellblau | TD                 | Freitags-Testfahrer (test driver)                                |
| ohne     | DNP                | nicht am Training teilgenommen (did not practice)                |
| ohne     | INJ                | verletzt oder krank (injured)                                    |
| ohne     | EX                 | ausgeschlossen (excluded)                                        |
| ohne     | DNA                | nicht erschienen (did not arrive)                                |
| ohne     | C                  | Rennen abgesagt (cancelled)                                      |
| ohne     | keine WM-Teilnahme |                                                                  |
| sonstige | P/fett             | Pole-Position                                                    |
| sonstige | 1/2/3/4/5/6/7/8    | Punktplatzierung im Sprint-/Qualifikationsrennen                 |
| sonstige | SR/kursiv          | Schnellste Rennrunde                                             |
| sonstige | *                  | nicht im Ziel, aufgrund der zurückgelegten Distanz aber gewertet |
| sonstige | ()                 | Streichresultate                                                 |
| sonstige | unterstrichen      | Führender in der Gesamtwertung                                   |